# Liga Insular de São Tomé de 2016
A Liga Insular de São Tomé de 2016 foi a 28ª edição da competição de futebol, válida pelo campeonato nacional de São Tomé e Príncipe.

## Resumo da Temporada
Doze clubes participaram da primeira divisão desta edição. O Sporting Praia Cruz era o defensor do título do ano anterior[carece de fontes?] e sagrou-se bicampeão, conquistando a taça por antecipação, a três rodadas do fim do torneio. A equipa disputou a final do Campeonato Santomense de 2016 contra o vencedor da Ilha do Príncipe.

## Clubes
- Agrosport (P)
- Bairros Unidos FC (Caixão Grande)
- Desportivo Kê Morabeza (P)
- Futebol Club Aliança Nacional
- Inter Futebol Clube de Bom-Bom (P)
- Porto de Folha Fede
- Santana Futebol Clube
- Sporting Clube Praia Cruz (C)
- Trindade FC (P)
- União Desportiva Correia
- União Desportiva Rei Amador (UDRA)
- Vitória Futebol Clube do Riboque